# Richard Kilty

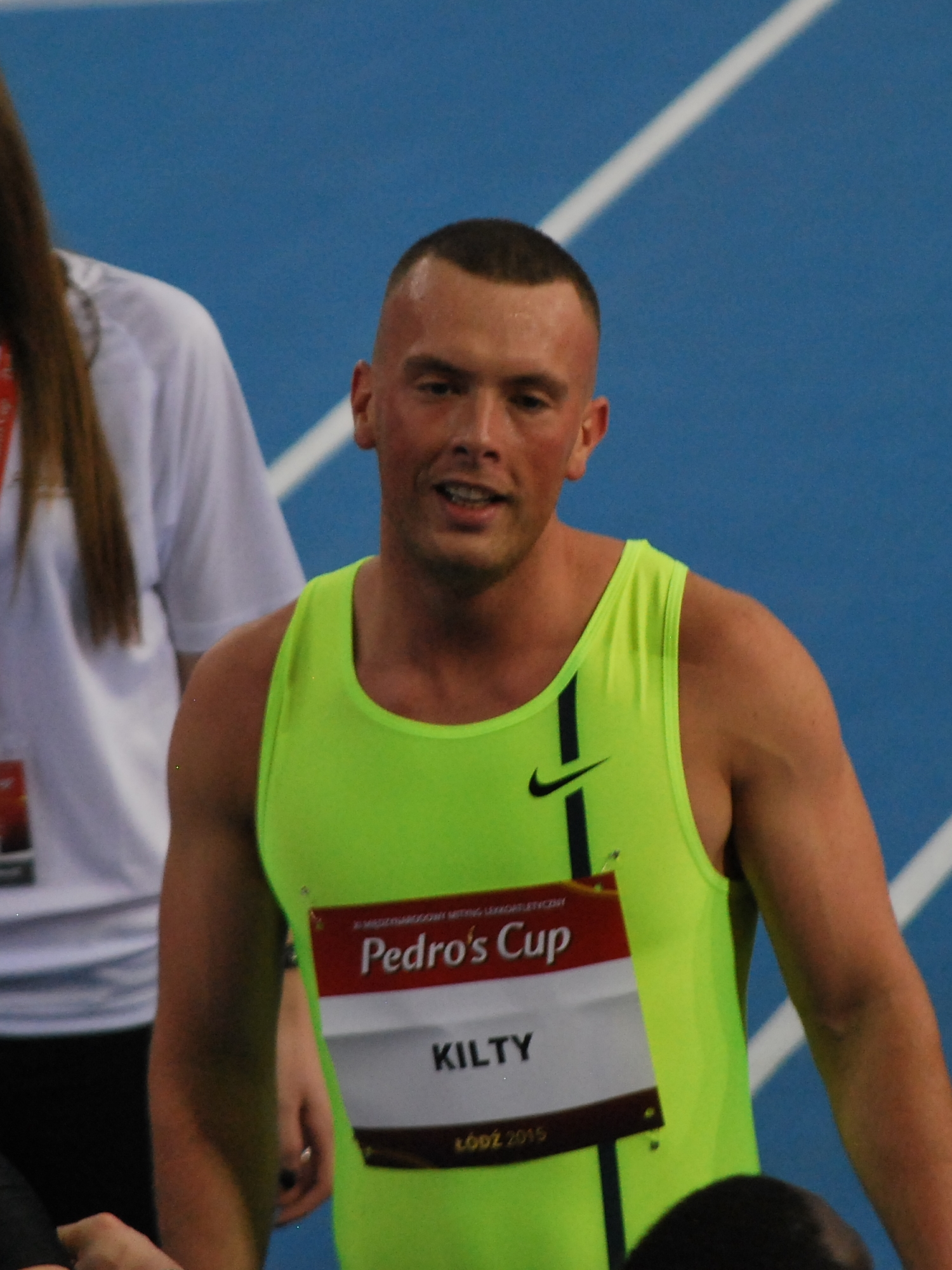
Richard Kilty

Richard Kilty (2. září 1989) je britský atlet, sprinter, halový mistr světa v běhu na 60 metrů z roku 2014.

## Sportovní kariéra
Do světové sprinterské špičky se prosadil v roce 2014. Na světovém halovém šampionátu v Sopotech zvítězil v běhu na 60 metrů, na evropském šampionátu v Curychu v srpnu téhož roku byl členem vítězné britské štafety na 4 × 100 metrů. V březnu 2015 se stal v Praze halovým mistrem Evropy na 60 metrů. Tento titul obhájil na halovém mistrovství Evropy v Bělehradu o dva roky později.

## Osobní rekordy
- 60 metrů – 6,49 (2014) hala
- 100 metrů – 10,01 (2016)
- 200 metrů – 20,34 (2013)